# Nick Offerman
Nick Offerman (Joliet, 26 de junho de 1970) é um ator americano, vencedor do Emmy por sua performance na série The Last of Us.
Offerman é mais conhecido por seu trabalho em Parks and Recreation e no filme The Founder (br: Fome de Poder), cinebriografia de Ray Kroc, empresário que comprou e expandiu a rede de lanchonetes McDonald's.
É casado com a actriz Megan Mullally.